# Brian David Josephson
Brian David Josephson, FRS, valižanski fizik, * 4. januar 1940, Cardiff, Wales, Združeno kraljestvo.
Josephson je leta 1973 prejel Nobelovo nagrado za fiziko »za teoretične napovedi značilnosti supertoka skozi tunelsko oviro in še posebej za tiste pojave, ki so splošno znani kot Josephsonovi pojavi.«